# Girolamo Grossi
Girolamo Grossi oder Carlo Gerolamo Grossi (* 10. Dezember 1749 in Bioggio; † 21. August 1809 in Arezzo) war ein italienisch-schweizerischer Karmelitenbruder und Architekt des Spätbarock.

## Leben
Girolamo Grossi wurde als Sohn des Giovanni Battista Grossi und der Clelia Quadri geboren. Etwas über 15 Jahre alt, verliess er Bioggio in Richtung Wien im Jahr 1766. In Wien besuchte er die von Kaiserin Maria Theresia gegründete kaiserliche Ingenieurschule (Militärakademie) in Gumpendorf, wo er am 6. April 1768 das Diplom in Arithmetik, Geometrie und Mathematik erwarb. Es wird erwähnt, dass er am Kurs für Militärtechnik teilnahm.
Anschliessend ging er nach Turin an die Regale Univdersità, wo er am 7. September 1772 sein Diplom als Zivilarchitekt erhielt. Er gilt als Urheber des Projekts der neuen Kirche San Maurizio von Bioggio. Danach ging er im Dienste der Estensi nach Montecchio Emilia, wie ein Dokument vom 29. Januar 1779 bezeugt, das von Pater Giovanni Castelvetri von den Minoriten ausgestellt wurde. Demnach dauerte sein Aufenthalt drei Jahre.
Nach seinem Eintritt in das Kloster des Unbeschuhte Karmeliten bleibt die Kirche von Bioggio das einzige Werk, das ihm zugeschrieben werden kann. Am 10. Januar 1794 gewährte ihm ein Rescript von Ferdinand III. die Einbürgerung im Grossherzogtum Toskana. Er liess sich im Kloster San Paolino nieder, wo er verschiedene Positionen innerhalb des Ordens innehatte, bis er am 26. April 1795 zum Oberen Provinzial "cum decem suffragiis ex unecim" gewählt wurde.
Nach Ablauf seiner Amtszeit wurde er im April 1807 in Arezzo im Kloster Santa Maria delle Grazie zum Unterprior und neuen Novizenmeister ernannt. Hier blieb Pater Agostino dell’Addolorata bis zu seinem Tod am 21. August 1809.

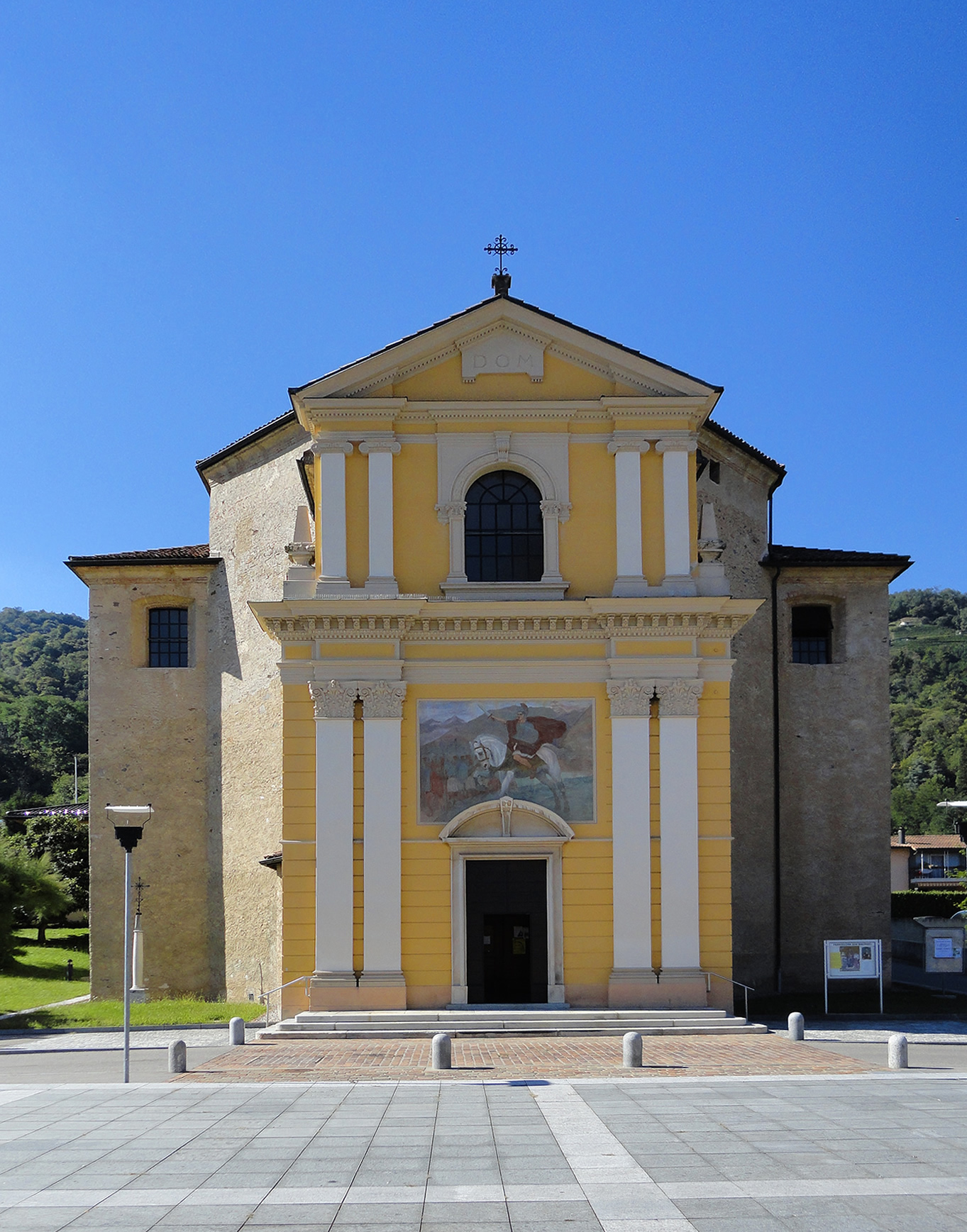
Fassade der Kirche San Maurizio
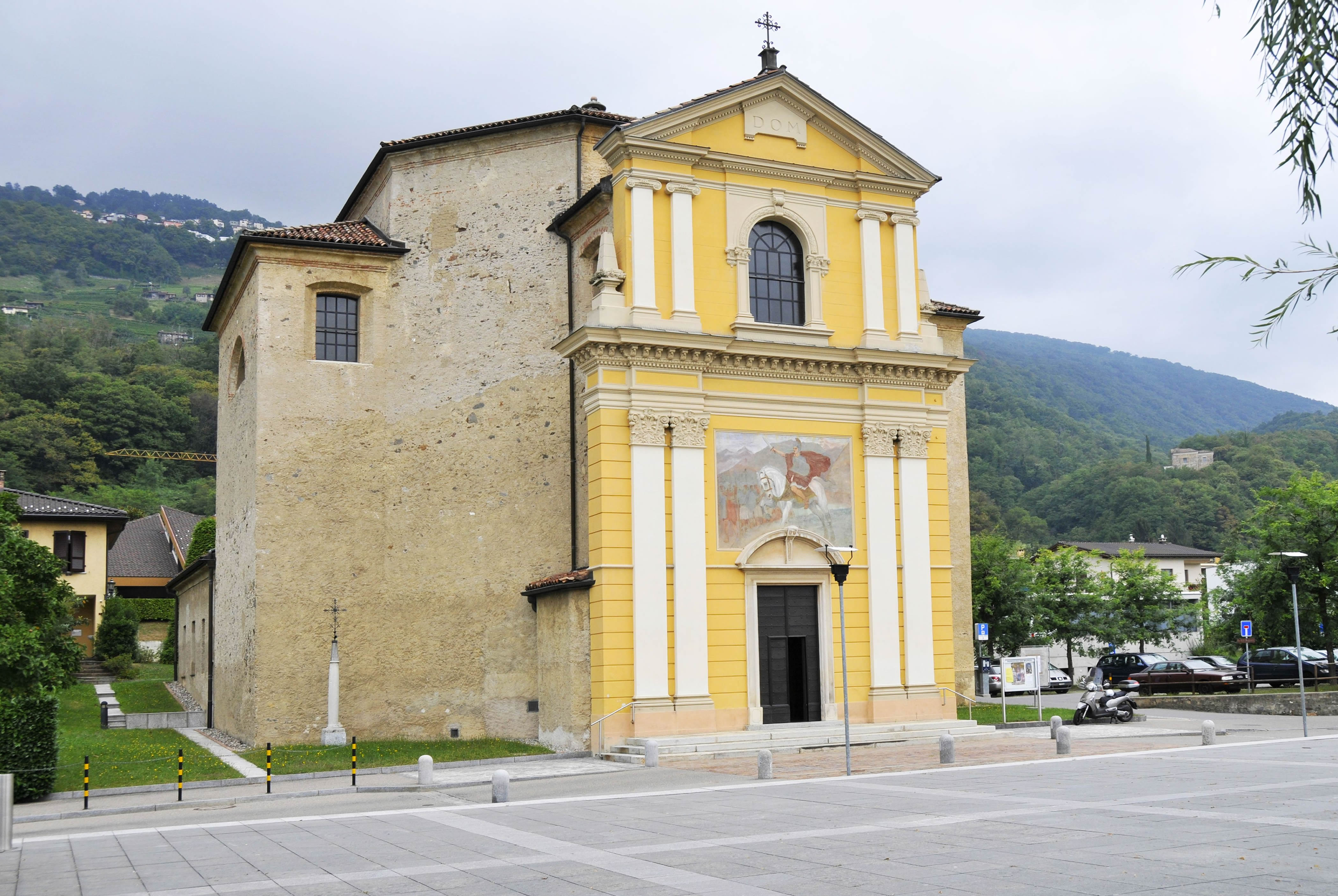
Fassade der Kirche San Maurizio
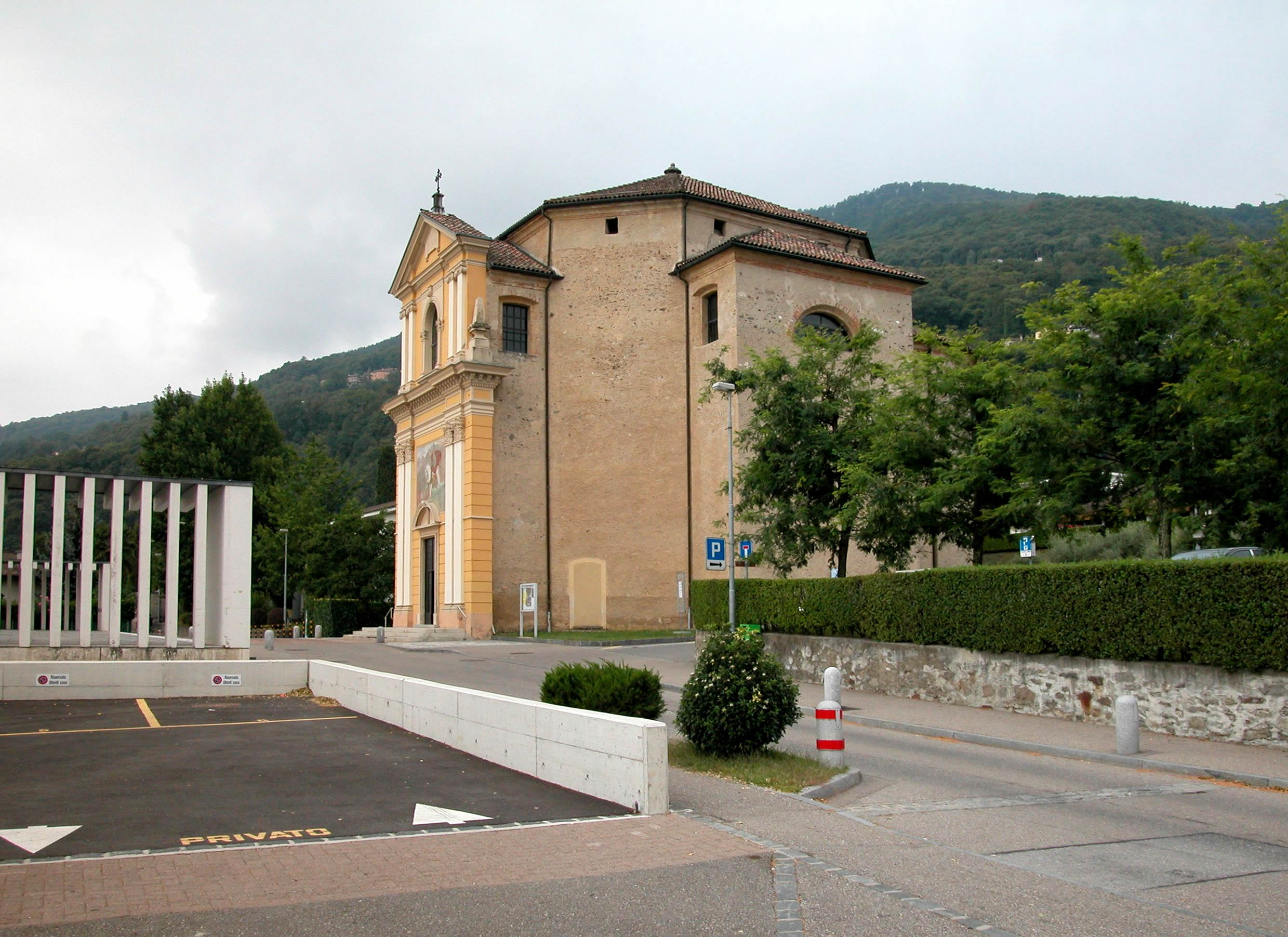
Seitenwand der Kirche San Maurizio
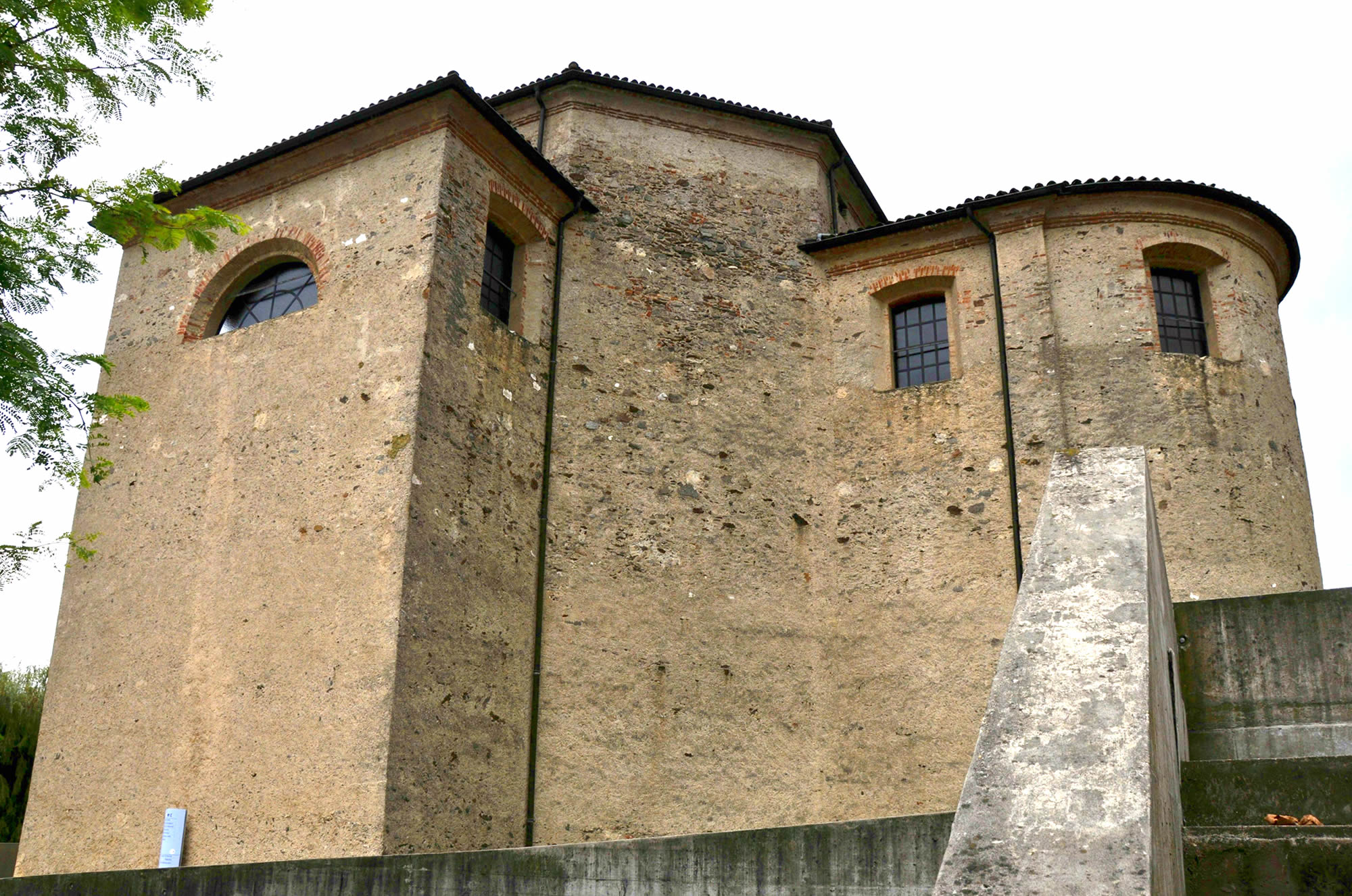
Apsis der Kirche
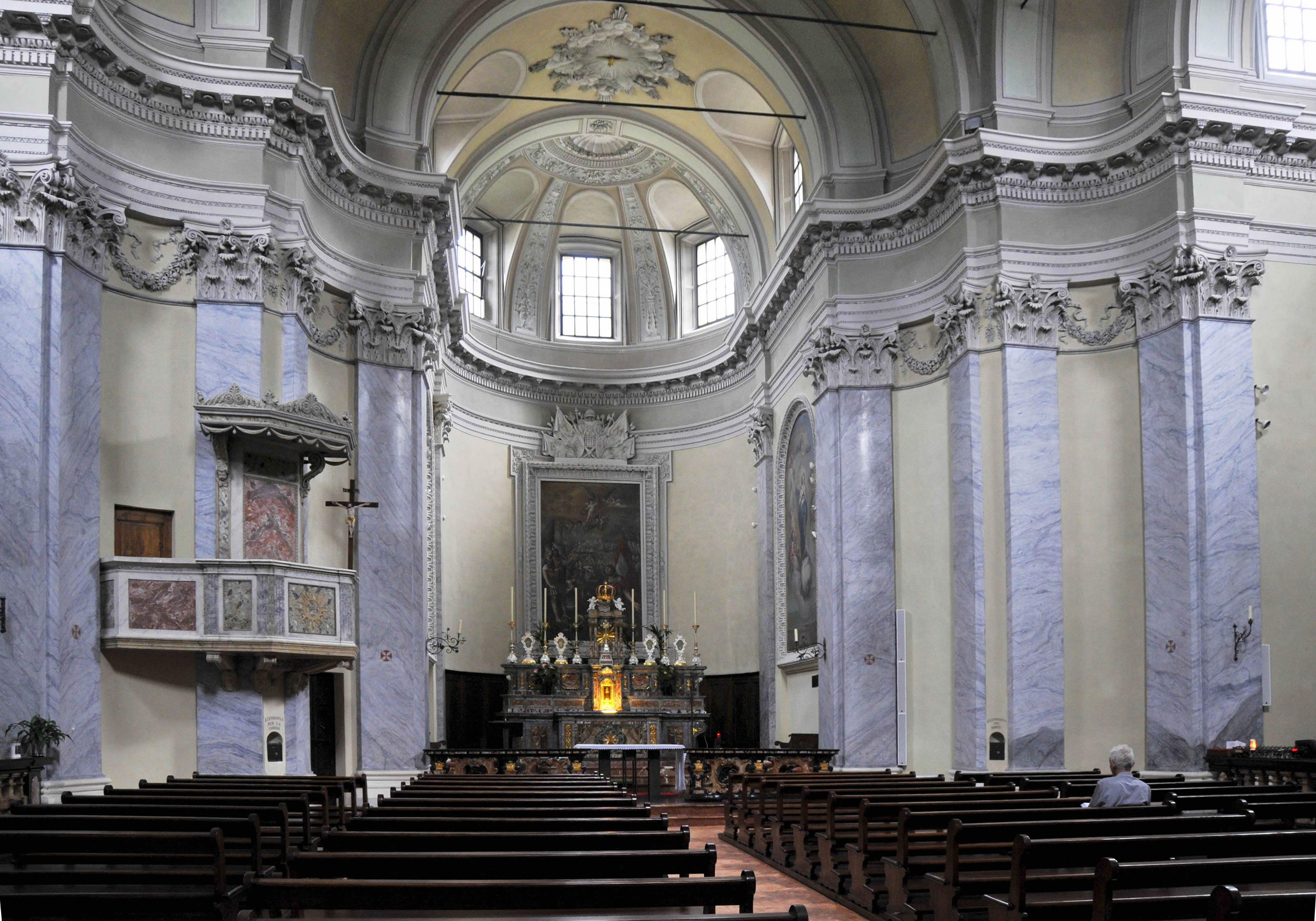
Innenraum der Kirche